# Nadkupa galaxií

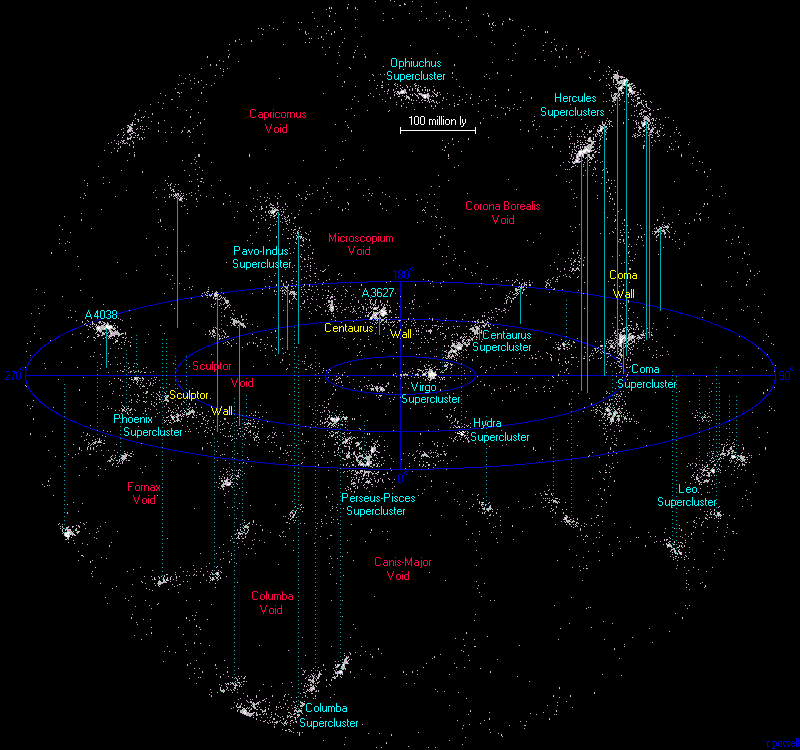
Okolí Místní nadkupy galaxií

Nadkupa galaxií (též supergalaxie) je seskupení kup a skupin galaxií, které v součtu obsahují několik tisíc až stovek tisíc jednotlivých galaxií. Jednotlivé nadkupy se mohou vzájemně prolínat. Mléčná dráha je jako součást Místní skupiny galaxií (obsahující více než 54 galaxií) společně s dalšími kupami galaxií (nejbližší z nich je Kupa galaxií v Panně) součástí Místní nadkupy galaxií. Tato nadkupa galaxií se rozpíná přes 110 milionů světelných let, zatímco Místní skupina galaxií se rozpíná přes 10 milionů světelných let. Počet pozorovaných nadkup galaxií se odhaduje na 10 milionů.
Galaxie nejsou rozloženy neurčitě, ale jsou seskupeny do kup galaxií. Tyto kupy galaxií jsou následně seskupeny do nadkup galaxií. Typicky se nadkupy galaxií skládají z desítek jednotlivých kup galaxií přes oblast časoprostoru rozléhající se kolem 150 milionů světelných let. Většina nadkup galaxií není společně vázaná gravitací, na rozdíl od kup. Kupy galaxií, jako součásti nadkup galaxií, jsou směrované od sebe, jako hmota podléhající Hubbleově konstantě.
Mléčná dráha je součástí Místní skupiny galaxií, a ta Místní nadkupy galaxií, která náleží pod Laniakeu, největší pozorovanou nadkupu galaxií ve vesmíru, taženou ke gravitační anomálii nazývané Velký atraktor – největší gravitační centrum v dané oblasti vesmíru. Síla gravitace je tak velká, že se Místní nadkupa galaxií, včetně Mléčné dráhy, pohybuje směrem k Velkému atraktoru rychlostí několika stovek kilometrů za sekundu. Největší nadkupa galaxií mimo Místní nadkupu je vlákno (filament) Persea-Pegase (anglicky Perseus–Pegasus Filament). Tento filament obsahuje nadkupu galaxií Perseus-Ryby a rozléhá se přes miliardu světelných let. To z něj činí jednu z největších známých struktur ve vesmíru.

## Rozložení
Vesmírný výzkum se snažil docílit pochopení rozložení a uspořádání nadkup galaxií ve vesmíru. Trojrozměrné mapy jsou používány na zobrazení polohy 1.6 milionů galaxií. Trojrozměrné mapy jsou využívány za hlubším pochopením pozic nadkup galaxií, jakým způsobem pozorování koreluje se současným chápáním fyzikálních zákonů. K kalkulaci pozice zobrazení na 3D mapě je použita pozice galaxie na noční obloze a stejně, tak rudý posuv galaxií. Rudý posuv je s Hubblovou konstantou použit k přesnému určení na 3D časoprostorové mapě.
Z tohoto modelu bylo zřejmé, že nadkupy galaxií v časoprostoru, nejsou rozšířené jednotně, ale ani nahodile, dle modelu mají tvořit vlákna. Mapy odhalily ohromné prázdné prostory, kde je jen velmi malá koncentrace galaxií. Některé galaxie a vodíkové stopy lze nalézt v některých prázdných oblastech, ale většina galaxií se nachází v filamentech vyplňující časoprostor mezi prázdnotami. Prázdnoty samotné jsou často sférické ale nadkupy galaxií nikoliv. Mohou mít rozměry od 100 milionů až po 400 milionů světelných let v průměru. Rozložení prázdnot a filamentů v časoprostoru přímo odkazuje na způsob jakým se seskupily kupy galaxií v čase raného vesmíru, což jsou informace promítnuté na reliktní záření kosmu.
Existuje často používaná analogie přirovnávající filamenty ve vesmíru (složené z nadkup galaxií) k pletivu hub, nebo také síti složené z neuronů, či připomínající umělou neuronovou síť. V tomto modelu jsou filamenty připodobňovány strukturám Mycelia tvořící síť a na mikroskopickém měřítku může struktura připomínat způsob, jakým se rozrůstají některé druhy řas a hub. Tedy blíže jako u pletiva, že stěny a vlákna tvoří v prostoru síť, ve struktuře podobné pěnovým bublinám jako například tvoří Aerenchym při zvětšení za použití mikroskopu. Nebo také v připodobnění přímo k buňkám, tak by prázdnoty představovaly mezibuněčné prostory a vlákna by představovala buňky a jejich cytoplasmy. Jednotlivé předěly by podobně jako jsou buněčné membrány tvořeny lipidovou dvouvrstvou z části odpuzující a přitahující vodu, by tento mechanismus byl opatřen formou gravitace.

## Existence

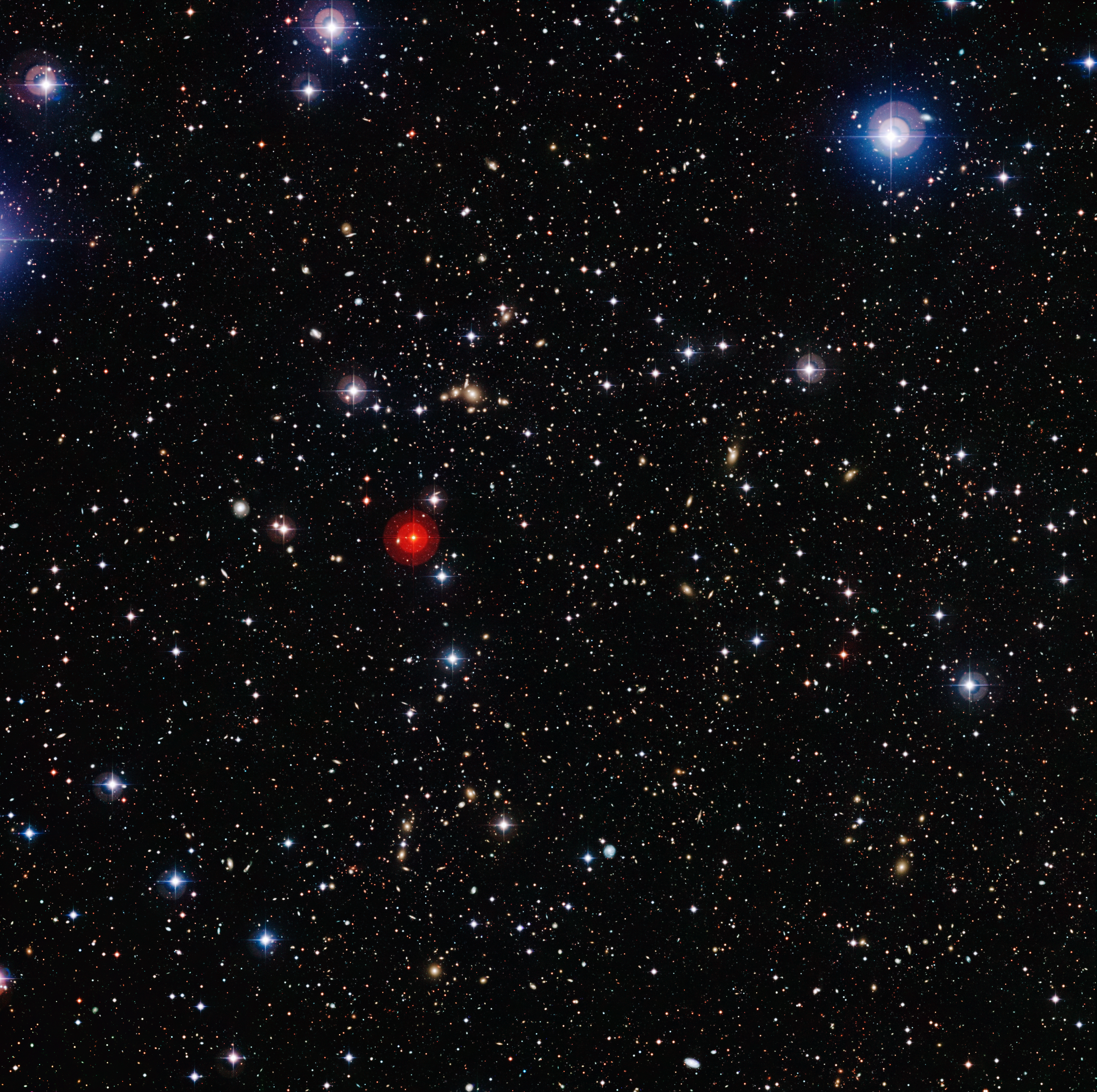
Nadkupa Abell 901/902 se nachází něco málo přes dvě miliardy světelných let od Země.

Přítomnost nadkup galaxií indikuje to, že galaxie ve vesmíru nejsou jednotně rozložené, ale převážná většina je přitahována k sobě do skupin a kup se skupinami obsahujícími až desítky galaxií a kup složených až z několik tisíc galaxií. Tyto skupiny a kupy společně s dalšími izolovanými galaxiemi tvoří ohromné struktury nazývané právě nadkupy galaxií. Jejich existence byla poprvé předložena Georgem Abellem v jeho Abellově katalogu galaktických kup z roku 1958. Nadkupy galaxií tvoří ohromné struktury nazývané „filamenty“, „komplexy nadkup galaxií“, nebo „vlákna“, která se mohou rozprostírat mezi několika stovkami milionů světelných let až do 10 miliard světelných let, pokrývající více než 5 % pozorovatelného vesmíru. Toto jsou do současnosti největší známé struktury. Pozorování nadkup galaxií může vydat informace o počátečním stavu vesmíru, v jaké události v časoprostoru byly tyto nadkupy vytvořeny. Směr rotace os galaxií uvnitř nadkup může také poskytnout nové informace a přispět k lepšímu pochopení raného procesu formování galaxií v historii vesmíru a vysvětlit rozložení hmoty ve vesmíru, případně prokázat uvažovanou existenci temné hmoty.
Rozloženy jsou mezi nadkupami galaxií ohromné prázdnoty časoprostoru, kde existuje jen menšina galaxií. Nadkupy galaxií jsou často děleny do skupin kup nazývané „skupiny galaxií“ a „kupy“.